# Stay with Me (Calvin Harris)
Stay with Me is een nummer van de Schotse dj Calvin Harris, in samenwerking met de Amerikaanse muzikanten Justin Timberlake, Halsey en Pharrell Williams uit 2022.
In het nummer bezingen de artiesten hoe iemand op de dansvloer hun aandacht trekt. Harris had vijf jaar eerder ook al met Pharrell Williams samengewerkt op de nummers Heatstroke en Feels. "Stay with Me" werd vooral een hit op de Britse eilanden en in het Nederlandse taalgebied. Het nummer bereikte de 10e positie in het Verenigd Koninkrijk. In de Nederlandse Top 40 bereikte het de 16e positie, en in de Vlaamse Ultratop 50 de 28e.